# D4sp杂化
d4sp杂化是指一个原子内的四个n-1d轨道、一个ns轨道和一个np轨道发生杂化的过程。原子发生d4sp杂化后，上述n-1d轨道、ns轨道和np轨道便会转化成为六个杂化轨道，称为“d4sp杂化轨道”。六个d4sp杂化轨道对称地分布于水平面两侧，每侧的三个轨道的对称轴呈正三棱锥形，整体空间构型为正三棱柱。杂化过程中，能量相近的d轨道、s轨道和p轨道发生叠加，不同类型的原子轨道重新分配能量并调整方向。